# 西克尔库勒镇
西克尔库勒镇，是中华人民共和国新疆维吾尔自治区喀什地区伽师县下辖的一个乡镇级行政单位。

## 行政区划
西克尔库勒镇下辖以下地区：
第一社区、第二社区和第三社区。